# Noul Regat Egiptean
Regatul Nou (1550-1070 î.Hr.) sau Imperiul este cea mai înfloritoare epocă din istoria Egiptului Antic, cu cei mai faimoși conducători. Arta și spiritualitatea atinge apogeul, iar țara dobândește cea mai mare întindere, prin cuceriri. Locul complexelor funerare regale este mutat în sud, pe partea opusă Thebei, într-o zonă de dealuri stâncoase, pe malul vestic al Nilului, în Valea Regilor.

Expansiunea maximă teritorială a Egiptului (secolul 15 î.Hr.)

Printre cei mai reprezentativi faraoni ai acestor timpuri sunt celebra femeie-faraon Hatshepsut, Amenhotep III, cel care a înălțat nenumărate temple și palate, Akhenaton, faraonul reformator, și dinastia ramesizilor, cu Ramses II, cel care a extins cel mai mult printr-o politică militară activă frontierele statului și a rămas celebru pentru bătălia de la Kadesh cu hitiții pentru controlarea Siriei.
Ramses II a construit monumente mărețe precum Marele Coridor din templul lui Amon de la Karnak și multe dintre templele de la Abu Simbel, statuile de aici ale faraonului având dimensiuni uriașe.
Unul dintre cei mai renumiți faraoni ai Regatului Nou este Tutankhamon, pe plan istoric un faraon lipsit de importanță, dar care, datorită descoperirii în 1922 a mormântului său din Valea Regilor, aproape intact, a rămas faimos pentru tezaurul funerar inestimabil.

## Dinastia a XVIII-a

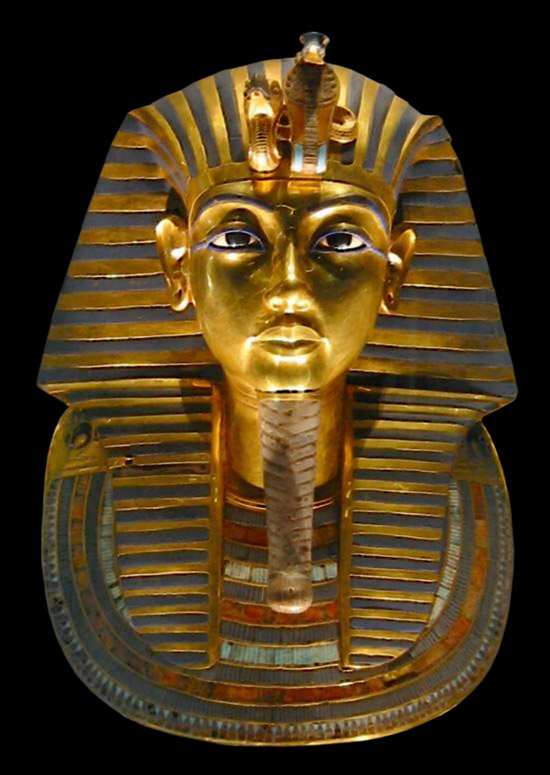
Masca de aur a mumiei lui Tutankhamon

Aceasta a fost o epocă de bogăție și putere pentru Egipt. Hatshepsut a fost o femeie faraon lucru rar întâlnit în istoria Egiptului antic. Ea a fost un conducător competent și curajos extinzând comerțul egiptean spre sud, teritoriul ocupat în prezent de Somalia și spre nord în bazinul mediteranean. Hatshepsut a condus timp de douăzeci de ani dovedind o deosebită dexteritate politică. În perioada domniei faraonului Amenophis III (1417 î.Hr.–1379 î.Hr.), Egiptul devenise atât de bogat încât nici nu se mai încerca extinderea influenței sale. Acesta a fost urmat de Amenophis IV, care și-a schimbat numele în Akhenaten; el a mutat capitala într-un nou oraș pe care l-a denumit Akhetaten. Aici împreună cu soția lui Nefertiti s-a concentrat pe construcția noii sale religii, ingnorând lumea din afara Egiptului. O nouă religie era ceva fără precedent (noi zei mai fuseseră introduși și acceptați dar nici unuia nu i se acceptase excluderea altora) și bineînțeles că au apărut (pe fondul indiferenței faraonului avînd chiar un teren propice) facțiuni subterane ce erau nemulțumite de noua ordine. Akhenaten a creat și impus o religie monoteistă axată pe Aten, interzicând venerarea celorlalți zei. Relația dintre introducerea monoteismului de către Akhenaten și personajul biblic Moise, care este localizat în Egipt într-o perioadă similară (deși nu neapărat identică), este neclară și controversată.
Un nou curent a pătruns în arta vremii, mai natural, o întorsătură drastică de la stilul ce domina arta egipteană de mai bine de 1700 de ani. O arie de interes pentru mulți egiptologi este particularitatea aspectului fizic al lui Akhenaten. Mulți faraoni sunt portretizați într-o manieră stilizată, însă Akhenaten este înfățișat în picturi și gravuri cu trăsături deosebit de feminine, șolduri largi și trăsături faciale delicate. Unele teorii presupun că acestea s-ar datora de fapt malformațiilor de care suferea faraonul, deci nu ar fi vorba de reprezentări stilizate.
Spre sfârșitul celei de al șaptisprezecelea an al domniei, Akhenaten și-a luat un co-regent, Smenkhkare (considerat de unii fratele său). Doi ani mai târziu, odată cu moartea lui Akhenaten, se revine la venerarea vechilor zei (de fapt venerarea acestora nu încetase decât oficial). Smenkhkare a murit după doar câteva luni în urma lui fiind încoronat un băiat. Acesta nu era pregătit pentru presiunea conducerii, sfătuitorii lui luând toate deciziile. Numele său era Tutankhaton, dar, odată cu revenirea cultului zeului Amun, numele lui a fost schimbat în Tutankhamon. Unul din cei mai importanți sfătuitori ai lui era generalul Horemheb. Tutankhamon a murit în adolescență și a fost urmat la tron de Ay, care probabil se căsătorise cu văduva lui Tutankhamon pentru a-și întări justificarea pretenției la tron. Când Ay a murit conducerea a fost preluată de Horemheb și a urmat o nouă perioadă de creștere, stabilirea securității interne și a prestigiului extern pe care Egiptul le avusese înainte de domnia lui Akhenaten.

## Dinastia a XIX-a

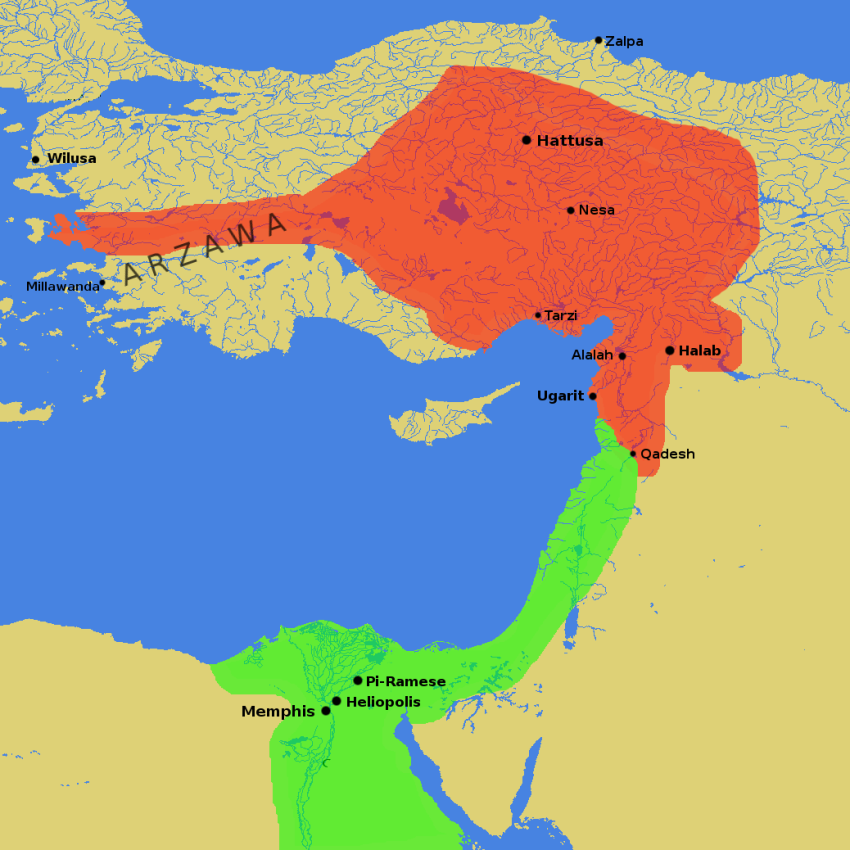
Noul Regat Egiptean şi Imperiul Hitit, înainte de Bătălia de la Kadesh din anul 1274 î.Hr.

A XIX-a Dinastie Egipteană a fost fondată de Ramses I. El a domnit doar pentru o scurtă perioadă și a fost urmat de Seti I (sau Sethos I). Sethos I a continuat ceea ce începuse Horemheb, redând Egiptului gloria de odinioară. Lui i se datorează și construcția superbului templu din Abydos. Seti I și fiul său Ramses II sunt singurii faraoni ce au fost circumscriși, motivul exact nefiind cunoscut. Ramses II a continuat munca tatălui său și a construit o serie de noi temple. 
Perioada domniei lui Ramses II era adesea considerată a coincide cu Exodul israeliților din Egipt. Nu s-a găsit însă nici o menționare a evenimentelor exodului așa cum este descrisă în Biblie, în istoria Egiptului și nici vreo dovadă arheologică. Cu toate că s-au ținut și păstrat descrieri amănunțite a tuturor evenimentelor din regat (chiar și descrierea fugii din Egipt a doi condamnați neînsemnați), nu există în  vremea acestui faraon nici o mențiune despre fuga a sute de mii de sclavi. Episodul șederii și exodului israeliților, ca și povestirea biblică anterioară despre coborârea lui Avraam în Egipt sau istoria lui Iosif, ar putea fi ecoul unor circulații de populații semitice vecine înăuntrul țării și apoi înafara ei, care au avut loc cu certitudine în mai multe rânduri în istoria Egiptului antic. 
Ramses II a fost urmat de fiul său Merneptah și apoi de Seti II. Ramses III a fost faraon al celei de a XX-a dinastii, fiind urmat de o serie de faraoni cu domnii scurte, toți numiți Ramses.

## Arta
Perioada Noului Regat este marcată de personalitatea faraonilor: Amenhotep al III-lea, Akhenaton, Hatșepsut și Tutankamon.
Aceștia au construit o mulțime de temple colosale, dedicate zeilor favoriți sau propriei lor glorificare.
Aceste temple aveau statui gigantice și obeliscuri.
Unele din acestea erau localizate la sud, între Abydos și Abu Simbel, unde templele lui Ramses al II-lea și soția sa au fost sculptate direct în stâncă.
Alte asemenea construcții se aflau lângă Theba, în vecinătatea Văii Regilor, unde faraonii, începând cu Tutmes I, și-au ridicat edificiile funerare.
Se înregistrează al treilea și ultimul apogeu al civilizației egiptene antice, după care urmează declinul.
În artă pătrund influențele asiatice, caracterizate prin moliciune și suplețe, înlăturând rigiditatea severă.
Frumusețea înlocuiește adevărul, vigoarea și forța cedează locul farmecului și seducției plastice.

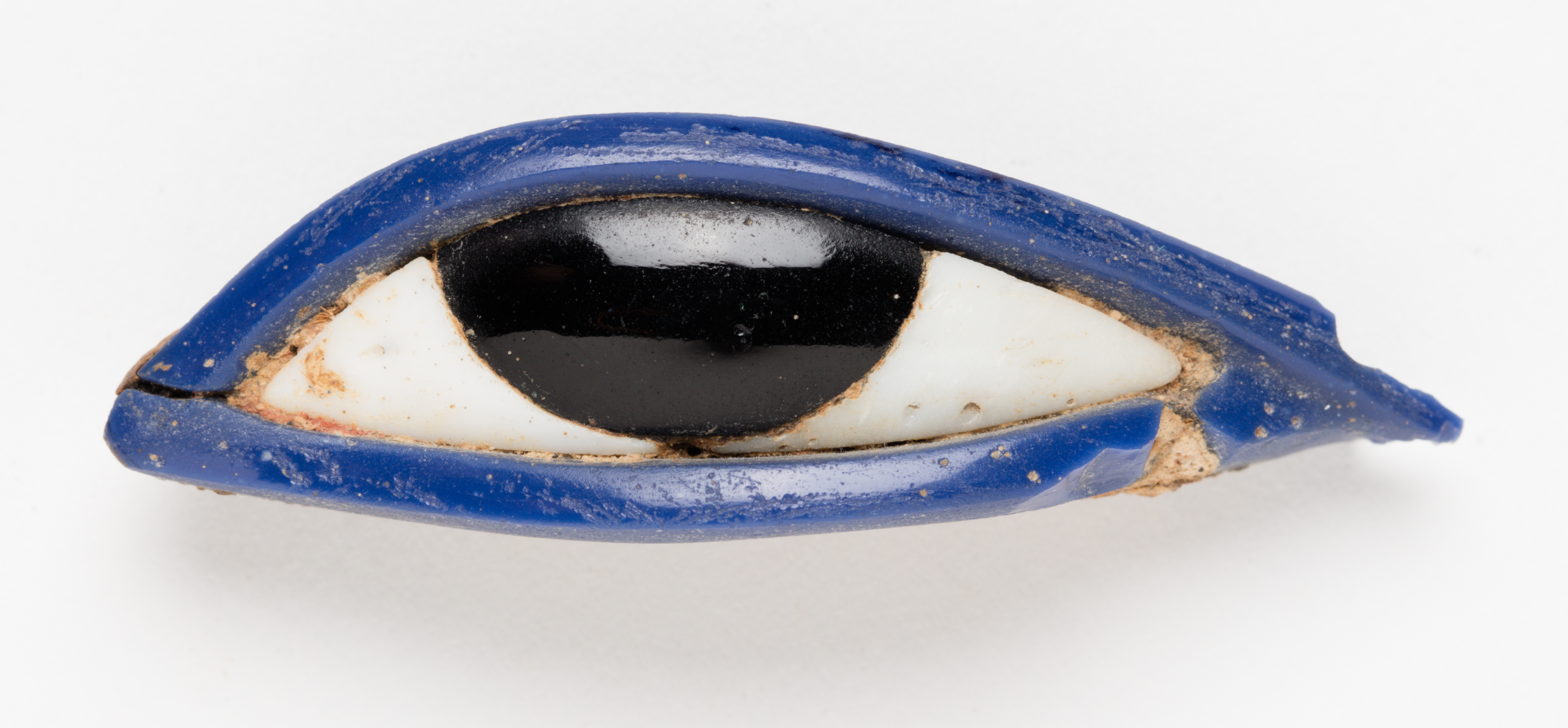
Ochi; 1550–1069 î.Hr.; ochi de alabastru de la un sicriu; lungime: 50,8 mm; Muzeul Memorial de Război din Auckland (Auckland, Noua Zeelandă)
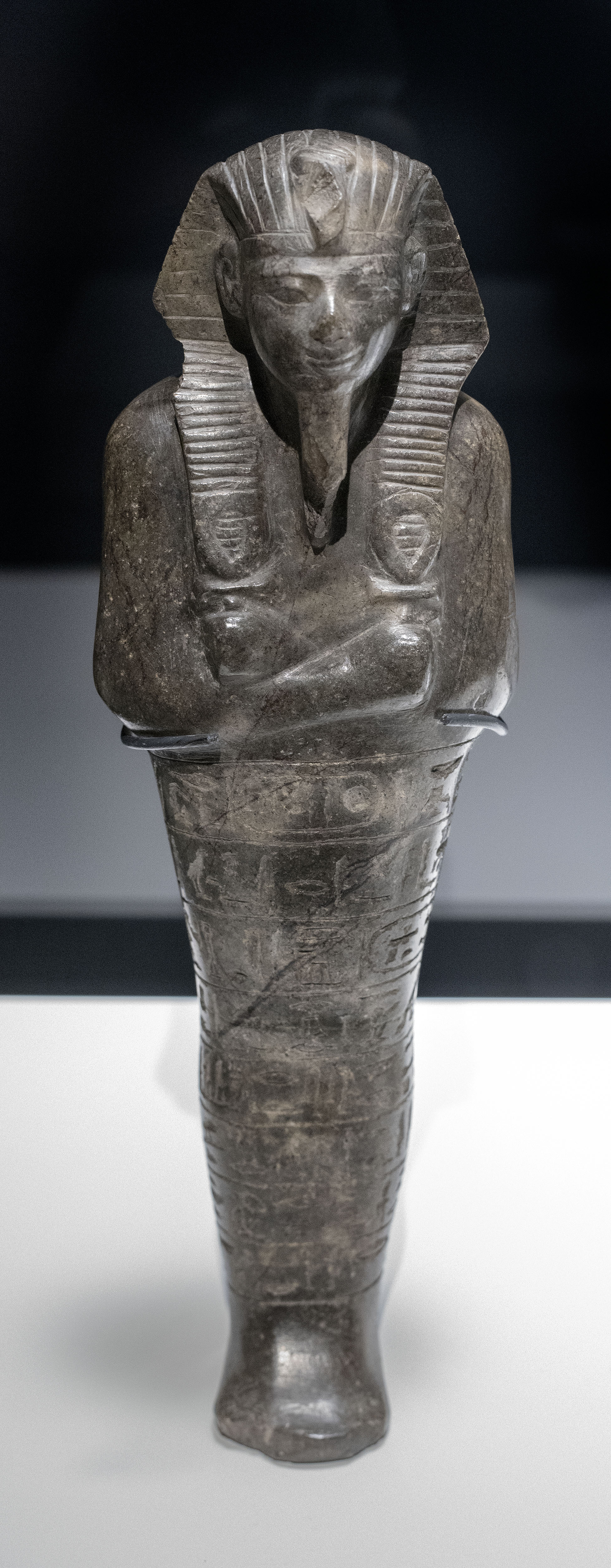
Ușabti al lui Amenhotep III; 1427–1400 î.Hr.; serpentin; 29 × 9 × 0,65 cm, greutate: 1,4 kg; British Museum (Londra)
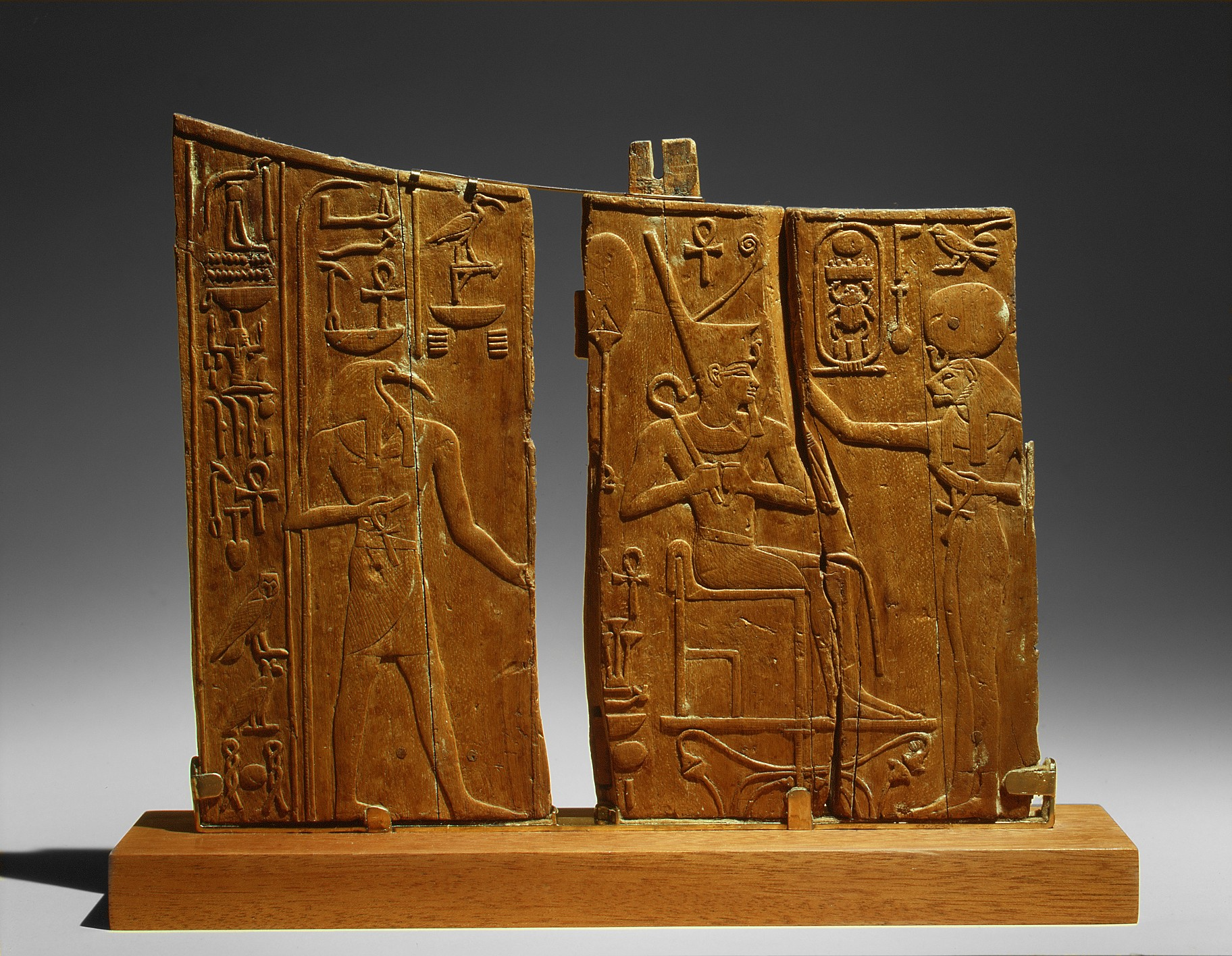
Bucată dintr-un scaun ceremonial al lui Thutmose al IV-lea; 1400–1390 î.Hr.; lemn (posibil ficus sycomorus); înălțime: 25.1 cm; Muzeul Metropolitan de Artă (New York City)
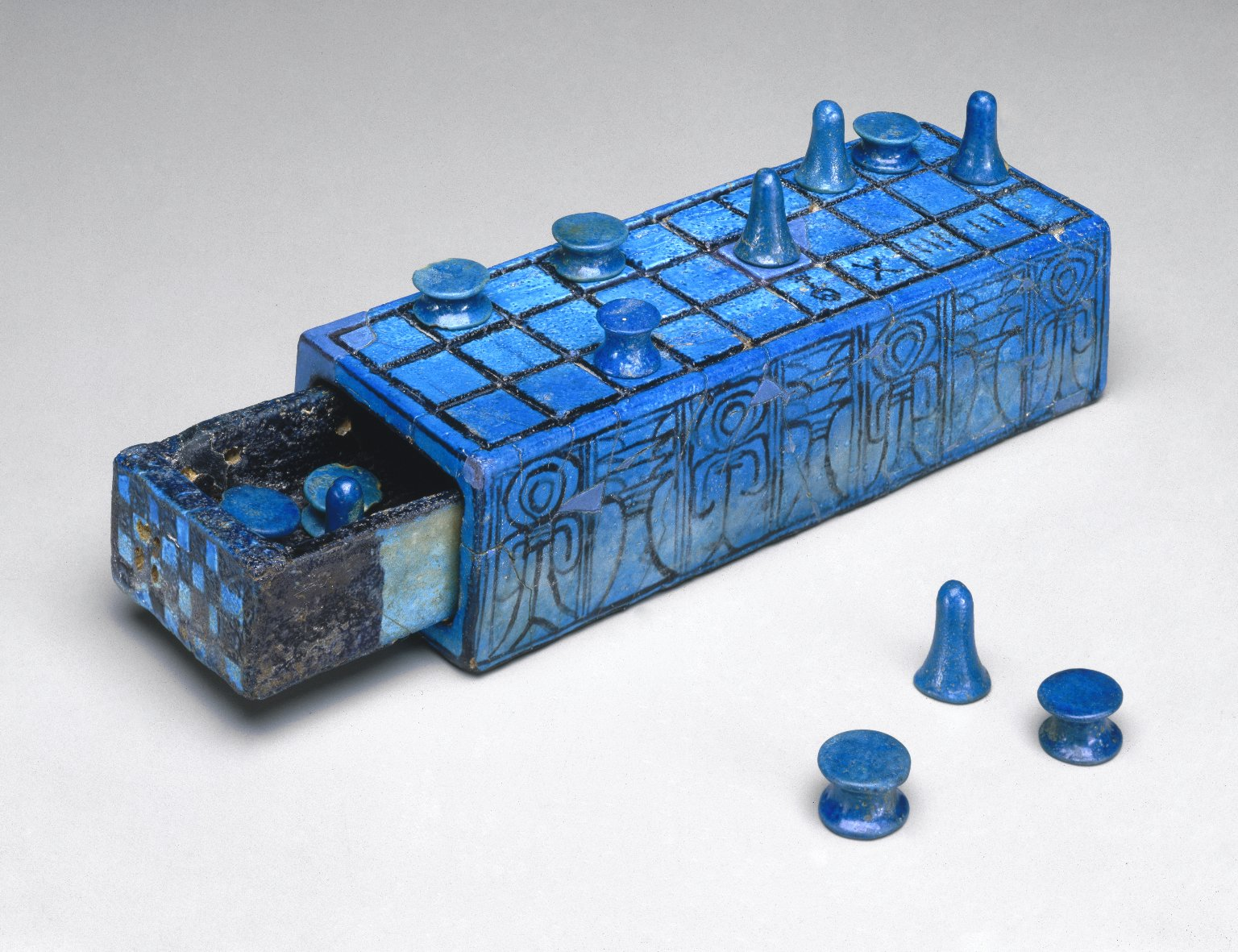
Tablă de joc cu piese și sertar, a lui Amenhotep al III-lea; 1390–1353 î.Hr.; faianță glazurată; 5,5 × 7,7 × 21 cm; Muzeul Brooklyn (New York City)
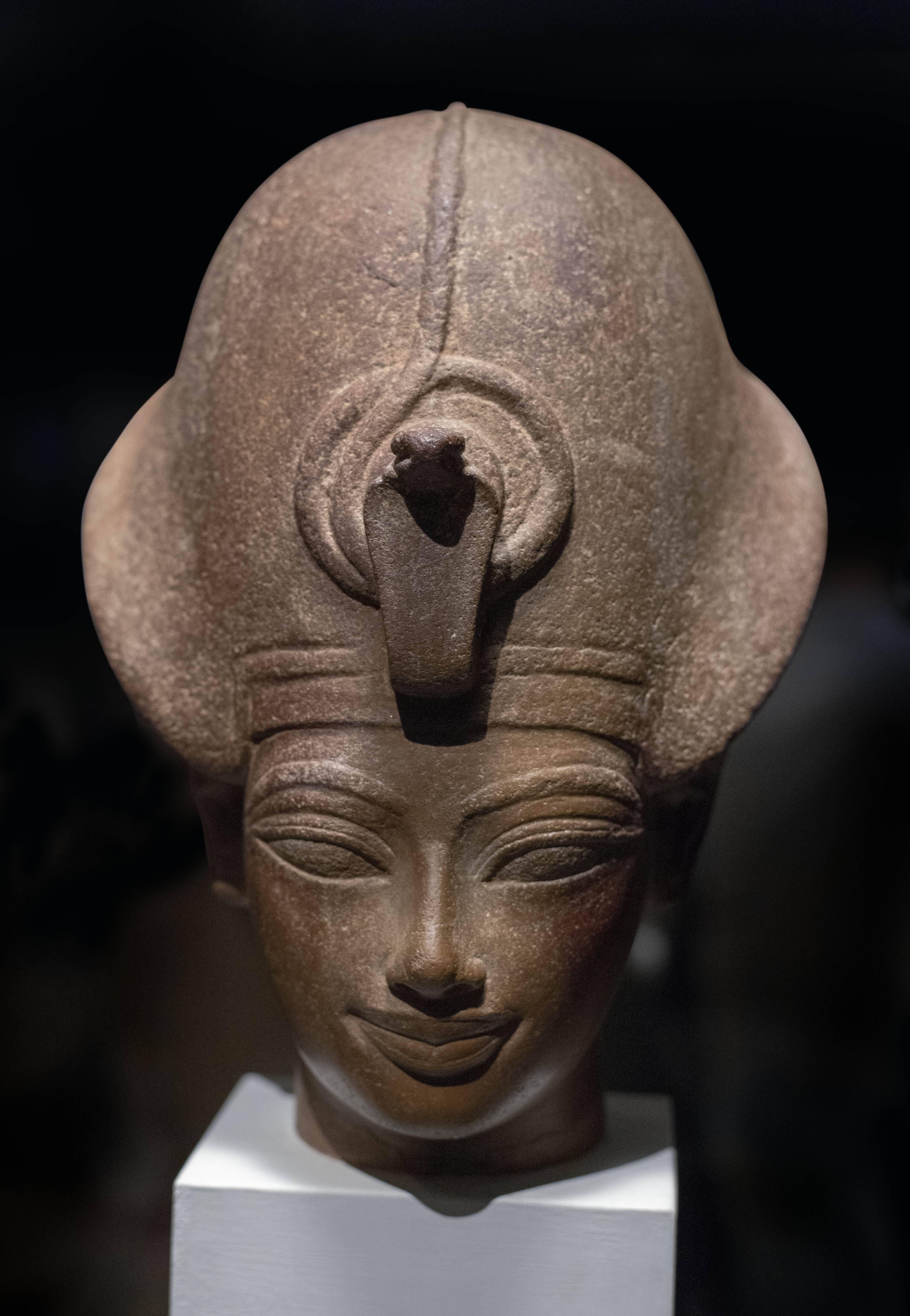
Cap al lui Amenhotep al III-lea; 1390–1352 î.Hr.; cuarțit; 24 × 20 cm, greutate: 9,8 kg; British Museum
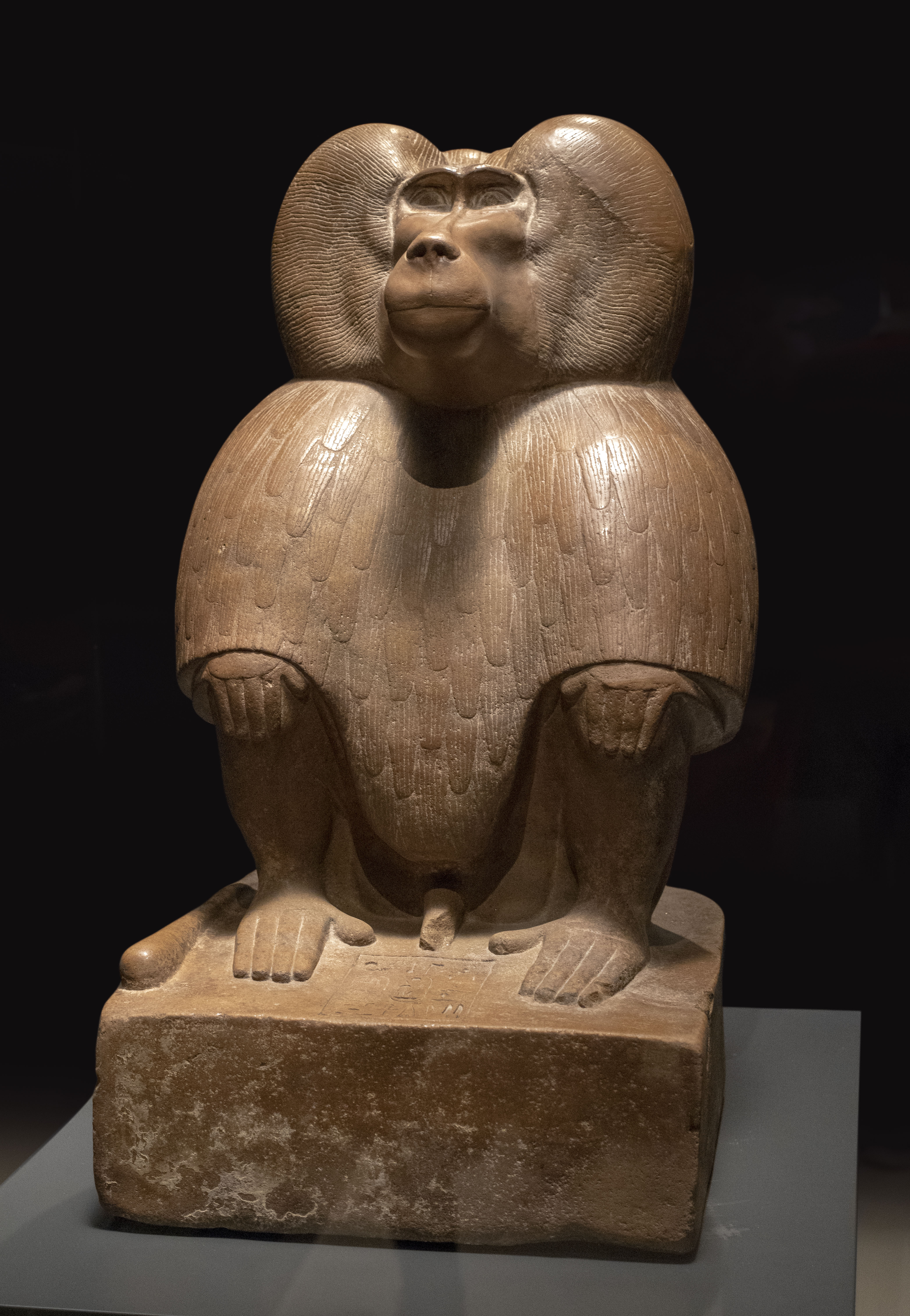
Figurina unui babuin; 1390–1352 î.Hr.; cuarțit; 68,5 × 38,5 × 45 cm, 180 kg (estimativ); British Museum

### Arhitectura
În perioada dinastiilor XVIII - XX, faraonii sunt mari constructori de edificii religioase.
Se continuă tradiția mormintelor hipogee și semihipogee și aceasta datorită necesității asigurării mormintelor împotriva jefuitorilor și profanatorilor care se înmulțiseră în aceasta perioadă de tulburări sociale și politice.

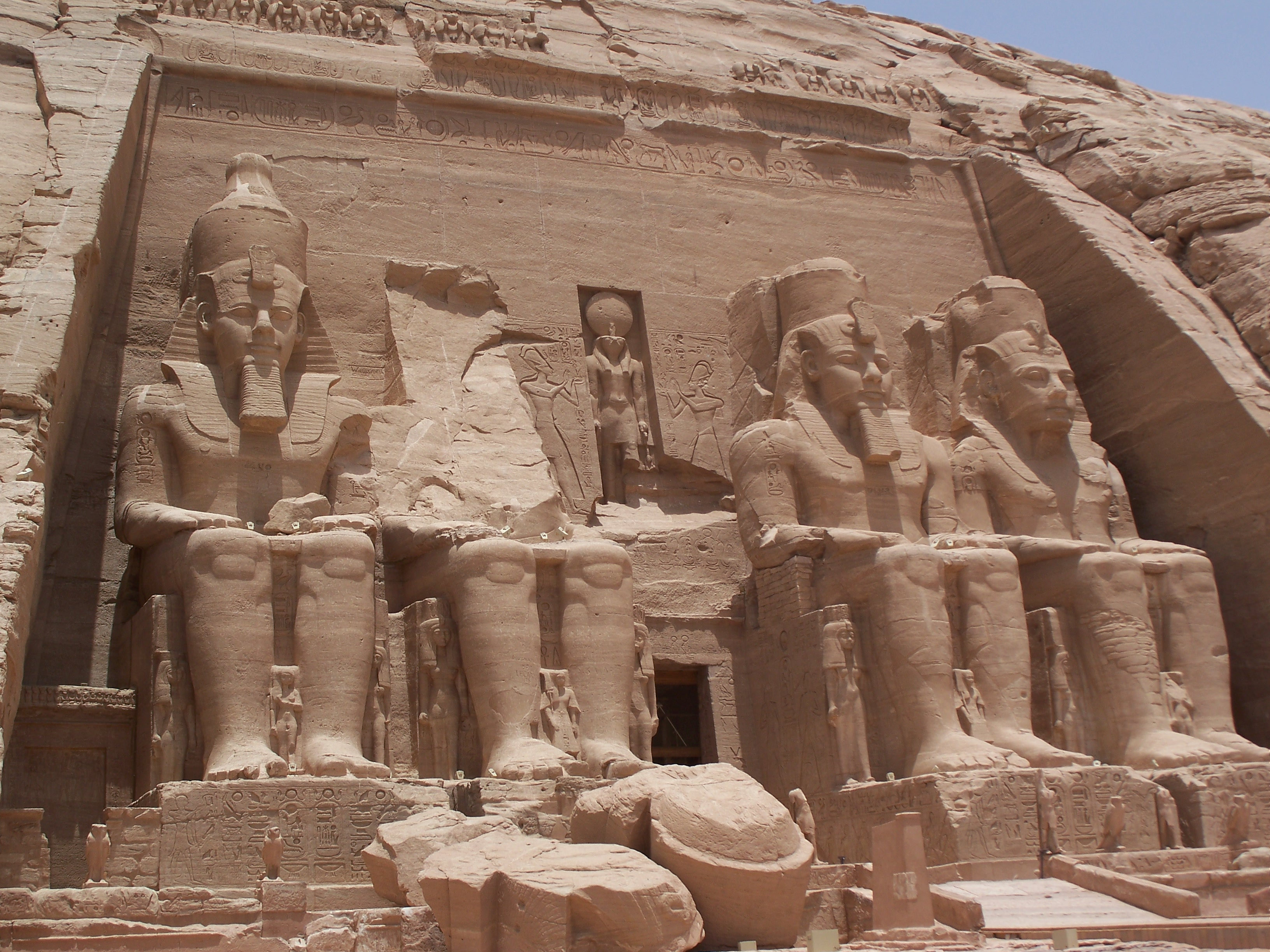
Abu Simbel, templu al lui Ramses al II-lea

Ammon, zeul tutelar al Thebei, devine divinitatea cea mai venerată a Egiptului și intră în centrul atenției.
Complexul de la Karnak, dedicat acestui zeu, devine unul din siturile arhelogice cele mai faimoase din istoria omenirii.
Gigantice portale cu piloane, curți și săli împrejmuite de colonade, decorate cu obeliscuri și statui, toate acestea oferă un spectacol grandios, insuflând privitorului măreția și puterea acestei zeu solar.
Pe malul drept al Nilului, aproape de necropola de la Theba, sunt construite mari temple funerare.
Unul dintre acestea este cel al lui Hatșepsut de la Deir el-Bahri, construit între 1478 și 1458 de către arhitectul regal Senmut în apropierea templului lui Mentuhotep II.
În perioada celei de-a XIX-a dinastii, Ramses al II-lea, unul dintre marii constructori ai Noului Regat, realizează templul de la Abu Simbel, săpat în stâncă și delimitat de patru statui colosale care îi poartă efigia.
Faraonul Amenophis al IV-lea (numit și Akhenaton) a înlocuit religia politeistă cu religia monoteistă și a mutat capitala la Amarna.
Domnia acestuia constituie un moment important în evoluția artei antice egiptene, încât putem vorbi de stilul amarnian.
Pe locul unde s-a situat acest oraș s-au descoperit numeroase vestigii (palate, temple, reședințe confortabile) care dovedesc rafinamentul și luxul la care a ajuns arta.
Printre marile realizări ale acestei perioade putem enumera: Templul reginei Hatșepsut de la  Deir el-Bahri, Templul de la Karnak, Templul din Luxor, mormântul lui Ramses al II-lea de la Abu Simbel sau necropola din Theba

### Sculptura

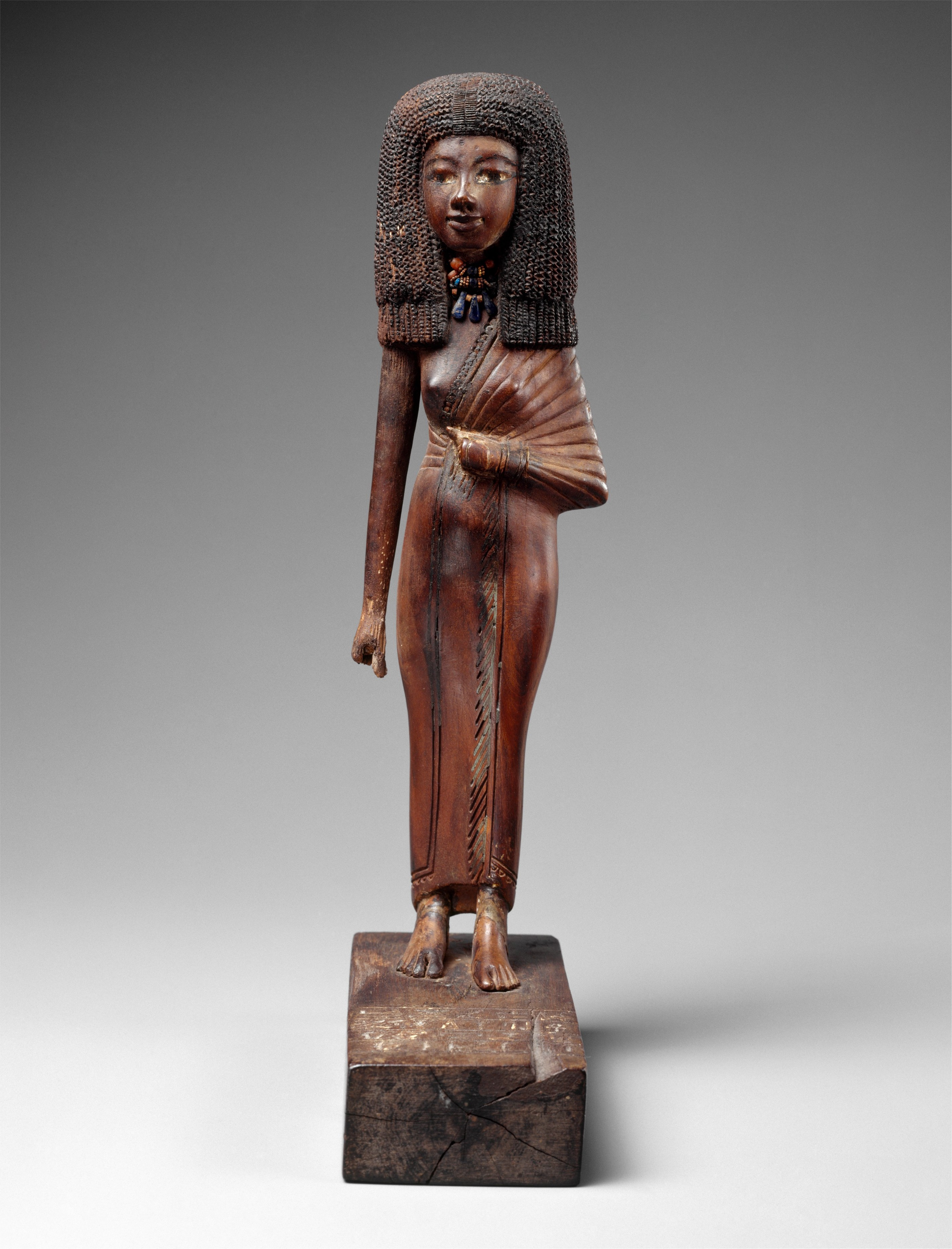
Statuetă a reginei Tiy; 1390–1349; lemn, carneol, aur, sticlă, albastru egiptean și vopsea; înălțime: 24 cm; Muzeul Metropolitan de Artă (New York City)

În reprezentarea statuară a faraonilor, se continuă tradiția legii frontalității. Dar stilizarea severă din perioada Vechiului Regat și realismul Regatului Mijlociu sunt înlocuite de un stil rafinat, care combină noblețea cu delicatețea detaliilor.
Născut sub conducerea lui Hatșepsut și a lui Tutmes al III-lea, acest stil atinge, în epoca lui Amenofis al III-lea, atât maturitate, cât și grație și sensibilitate, caracteristici ce nu vor mai fi niciodată egalate, ceea ce reflectă împletirea influențelor africane cu a celor orientale.
Sub domnia lui Akhenaton, fiul lui Amenofis al III-lea, care urcă pe tron în 1350 î.Hr. sub numele de Amenofis al IV-lea, arta reflectă profunda reformă religioasă întreprinsă de acest faraon.
Sculptura și pictura s-au transformat foarte mult în perioada lui Akhenaton.
Stilul până atunci formal a lăsat loc celui natural.
După restabilirea religiei tradiționale, arta se reîntoarce la forma ei stilizată.
În al patrulea an al domniei, acesta se autointitulează Akhenaton și impune cultul zeului solar, devenit unic, Aton.
Arta se desparte de trecut și preia ca temă simbolul discului solar.
Urmând indicațiile suveranului, la început artiștii practică un stil realist tinzând către caricatural, ca ulterior să-și regăsească echilibrul sub forma unei sensibilități subtile, lucru vizibil la bustul de calcar pictat al lui Nefertiti, soția lui Akhenaton (c. 1340 î.Hr. Muzeul Egiptean din Berlin).
Printre capodoperele acestei perioade putem enumera: bustul reginei Nefertiti, bustul lui Akhenaton, statuia lui Tutmes al III-lea mergând pe cele „nouă arcuri".

### Pictura
Și pentru pictură, perioada Regatului Nou reprezintă o epocă de aur, mai ales în epoca amarniană, când se înregistrează al treilea apogeu al artei egiptene.
Dacă pentru decorarea edificiilor religioase, s-a utilizat mai ales sculptura și basorelieful, în perioada Noului Regat, preferințele pentru decorarea mormintelor private se îndreaptă către pictură.
Necropola din Theba furnizează informații importante nu numai despre istoria acestei perioade, dar și despre acesta evoluție lentă a tradiției artistice.
Pictura constituie pentru artiști un mod de expresie mult mai diversificat decât sculptura, permițându-le să realizeze intens colorate privind viața pe malurile Nilului.
Asistăm la o evoluție a coloristicii, la un rafinament al formelor și a capacității de surprindere a detaliilor.
Frescele înfățișând munca în atelierele regale, cu detalii care ilustrează modul de fabricare al tuturor obiectelor, descrie de asemenea toate ritualurile funerare, de la procesiune către mormânt până la ultimele rugăciuni dedicate celui decedat.

### Artele decorative
Ajungând la cel mai înalt grad de desăvârșire, artele decorative ale Noului Regat rivalizează cu sculptura și pictura acestei perioade în ceea ce privește perfecțiunea.
Îmbinarea utilului cu esteticul se remarcă și în arta bijuteriilor, a coafurii, cosmeticii, a obiectelor de mobilier, a jucăriilor.
Ca și în celelalte arte, și aici este vizibil rafinamentul aristocratic la care s-a ajuns în această ultimă perioadă de apogeu a civilizației antice egiptene.
Obiectele uzuale de la curtea regală sau utilizate de cei înstăriți demonstrează o tehnică foarte elaborată, plină de rafinament.
Astfel obiectele funerare descoperite, în 1922, la mormântul lui Tutankamon, confecționate din alabastru, abanos, fildeș și pietre semiprețioase, sunt combinate într-o manieră complexă.
Și ceramica Noului Regat afișează aceeași idee a decorării, având suprafețe sclipitoare, ornate cu diverse motive florale.
Ca și pictura de pe pereții mormintelor, obiectele decorative ilustrează gradul înalt de rafinament la care a ajuns civilizația egipteană.
Arta ornamentală și cea a bijuteriilor (mai ales de aur) este apreciata la justa ei valoare abia după descoperirea, în 1922, a mormântului lui Tutankamon.